# شبنم دونمز
شبنم دونمز (ترکی استانبولی: Şebnem Dönmez؛ زادهٔ ۱۷ مهٔ ۱۹۷۴) هنرپیشه و مجری اهل ترکیه است.
وی از سال ۱۹۹۲ میلادی تاکنون مشغول فعالیت بوده است. از فیلم‌ها یا برنامه‌های تلویزیونی که وی در آن ایفای نقش کرده است می‌توان به شبکه ۲٫۰، جزر و مد و سیب ممنوعه اشاره کرد.